# Christmas Day (bài hát của EXO)
"Christmas Day" (Phồn thể: 聖誕節; Giản thể: 圣诞节; Bính âm: Shèngdànjié; lit. "Christmas") là một bài hát Giáng Sinh-R&B với giai điệu chậm và nhạc swing, trình diễn bởi nhóm nhạc Hàn-Trung EXO. Bài hát là ca khúc thứ 2 trong EP Miracles in December được phát hành vào 9 tháng 12 năm 2013 dưới nhãn hiệu S.M. Entertainment. Giống như tất cả các phát hành trước, "Christmas Day" cũng như album bao gồm hai phiên bản tiếng Hàn và tiếng Hoa. Phiên bản tiếng Hàn được lọt vào Top 5 của Bảng xếp hạng đĩa đơn Gaon và thứ 38 tại Korea K-Pop Hot 100, trong khi phiên bản tiếng Trung xếp vị trí thứ 12 tại Bảng xếp hạng hàng tuần Baidu và vị trí thứ 64 trên Bảng xếp hạng đĩa đơn Gaon. Cùng với ca khúc quảng bá chính "Miracles in December", buổi biểu diễn trực tiếp của "Christmas Day" được tổ chức trên sân khấu Giáng Sinh đặc biệt của nhiều chương trình ca nhạc.

## Sản xuất và phát hành
"Christmas Day", được mô tả trên các trang nhạc Hàn Quốc Naver Music, là một bài hát R&B-Giáng Sinh. Giống như quy luật tự nhiên trên hầu hết các bài hát thứ hai của album của các nghệ sĩ SM Town, "Christmas Day" được giới thiệu với giai điệu nhạc mới như chậm hơn, thể loại beat và swing jazz trong cách bố trí, tuy nhiên, còn lại đúng với phong cách của nhóm. Các phần được sáng tác và sắp xếp bởi cựu nhạc sĩ nước ngoài Gabriela Soza, Philip Hochstrate và Samantha Powell trong lần đầu hợp tác với nhân viên sản xuất SM Entertainment. "Christmas Day" nói về hai người đang yêu nhau đang chờ đợi trong lo lắng về món quà từ đối phương. Sau khi làm việc với nhóm một vài lần, Misfit một lần nữa đã cho thấy kỹ năng viết lời tiếng Hàn cho ca khúc. Tất cả các bài hát trong EP Miracles in December, bao gồm "Christmas Day", được xem trước trong một clip âm thanh ngắn được đăng tải trên trang web của họ. EP được phát hành vào 9 tháng 12 trong cả hai thứ tiếng, ghi âm và sản xuất dưới nhãn hiệu S.M. Entertainment.
Không giống như "Miracles in December" trong phiên bản Hàn (Baekhyun, Chen, D.O.) và phiên bản tiếng Trung (Baekhyun, Chen, Lu Han), hát chính trong phiên bản tiếng Hàn và tiếng của "Christmas Day" được trình bày với thành viên của 2 nhóm tương ứng. Bảy thành viên đảm nhiệm vai trò hát chính trong ca khúc là – Baekhyun, D.O., và Suho của EXO-K, và Chen, Luhan, Lay, và Xiumin của EXO-M. Cả 12 thành viên đều tham gia biểu diễn.

## Quảng bá
Ca khúc không được biểu diễn trực tiếp cho đến tuần thứ ba của quy trình quảng bá trên các chương trình âm nhạc địa phương. Nhóm đã biểu diễn phiên bản Hàn của "Christmas Day" trên M! Countdown vào 19, Music Bank vào 20, Show! Music Core vào 21, và Inkigayo vào 22 tháng 12 năm 2013. Không giống như phần biểu diễn của ca khúc chủ đề "Miracles in December", tất cả 12 thành viên của EXO đều biểu diễn và kèm theo vũ đạo của Tony Testa và Greg Hwang. Ca khúc còn được đưa vào danh sách của buổi hòa nhạc đặc biệt của họ với f(x), SM Town Week: "Christmas Wonderland", vào 23 và 24 tháng 12.

## Bảng xếp hạng
| Bảng xếp hạng (2013)                  | Vị trí cao nhất |
| ------------------------------------- | --------------- |
| Bảng xếp hạng đĩa đơn Gaon            | 5               |
| Bảng xếp hạng đĩa đơn hàng tháng Gaon | 27              |
| Bảng xếp hạng đĩa đơn địa phương Gaon | 5               |
| Bảng xếp hạng đĩa đơn trực tuyến Gaon | 40              |
| Bảng xếp hạng đĩa đơn tải xuống Gaon  | 4               |
| Bảng xếp hạng ca khúc nhạc nền Gaon   | 4               |
| Bảng xếp hạng nhạc chuông Gaon        | 46              |
| Billboard K-Pop Hot 100               | 38              |

| Bảng xếp hạng (2013)                          | Vị trí cao nhất |
| --------------------------------------------- | --------------- |
| Bảng xếp hạng bài hát hằng tuần Baidu         | 10              |
| Bảng xếp hạng đĩa đơn Gaon                    | 64              |
| Bảng xếp hạng đĩa đơn quốc tế Gaon            | 3               |
| Bảng xếp hạng đĩa đơn quốc tế hằng tháng Gaon | 12              |
| Bảng xếp hạng đĩa đơn tải xuống Gaon          | 70              |
| Bảng xếp hạng ca khúc nhạc nền Gaon           | 98              |

## Liên kết
- Trang chủ EXO-K Lưu trữ ngày 10 tháng 6 năm 2016 tại Wayback Machine
- Trang chủ EXO-M Lưu trữ ngày 24 tháng 2 năm 2013 tại Wayback Machine